# Бортовий журнал
Бортовий журнал —  технічний журнал, в якому у встановленій формі записуються відомості про повітряне судно, всі польоти, особливі випадки в польоті, виявлені несправності, виконаному технічному обслуговуванні, заміні агрегатів і т.п. Бортовий журнал призначений для контролю технічного стану повітряного судна, контролю виконаних регламентних робіт. Також він широко використовується при розслідуванні авіаційних пригод та авіакатастроф. За правильність і своєчасність заповнення бортового журналу відповідає командир повітряного судна. Бортовий журнал входить до переліку документації, яка в польоті має бути присутня на борту повітряного судна. Місцезнаходження бортового журналу на землі не регламентовано, але, як правило, він також зберігається на борту. У цивільній авіації бортовий журнал ведеться англійською мовою. У військовій авіації, а також на повітряних суднах, що не допущені до міжнародних рейсів, бортовий журнал ведеться національною мовою.

## Розділи бортового журналу
1. Перелік систем повітряного судна (двигуни, ДСУ, паливна система, гідравлічна система) із зазначенням типів та серійних номерів.
2. Список індивідуальних особливостей повітряного судна.
3. Список виконаних польотів із зазначенням номера рейсу, складу екіпажу, точного часу та місця злетів і приземлень, часу роботи кожного з двигунів у номінальному та злітному режимі, витраченого палива, помічених несправностях.
4. Лист помічених несправностей.
5. Лист відкладених несправностей (DIL).
6. Перелік бортового майна.

Оскільки Міжнародна організація цивільної авіації (ICAO) висуває вимоги тільки до інформації, що міститься в бортовому журналі, конкретну форму документів затверджує авіакомпанія-оператор.

## Бортовий журнал та інформаційні системи авіакомпанії
В даний час практично всі авіакомпанії використовують власні інформаційні системи для обліку відмов і управління технічним обслуговуванням. Тому записи в бортовому журналі безпосередньо після посадки вносяться в інформаційну систему авіакомпанії. Для цього в бортових журналах багатьох авіакомпаній передбачені сторінки, що самокопіюються. Розповсюдження інформаційних систем призводить до падіння ролі паперового бортового журналу як самостійного документа.
Бортовий журнал радіозв'язку повинен постійно перебувати на борту повітряного судна. Після закінчення ведення радіозв'язку, після кожного польоту бортовий радист зобов'язаний розбірливо записати своє прізвище і розписатися.

## Нормативні акти
- Додаток 6 до Конвенції про міжнародну цивільну авіацію.
- Загальні правила польотів у повітряному просторі України[1].
- Правила організації та виконання авіаційних робіт у сільському та лісовому господарстві[2].
- Правила виконання польотів державної авіації України[3].
- Правила інженерно-авіаційного забезпечення державної авіації України[4].